# Ингрэм, Чарльз
Чарльз Уильям Ингрэм (англ. Charles William Ingram, родился 6 августа 1963 года в Шердлоу, Англия) — майор Британской армии и писатель, ставший скандально известным после обманного выигрыша 1 миллиона фунтов стерлингов в британском телешоу «Who Wants to Be a Millionaire?». Ингрэм был признан мошенником, поскольку пользовался незаконными подсказками, и получил условный тюремный срок вместе со своей женой Дайаной. Также Ингрэм участвовал в других шоу: The Weakest Link («Слабое звено», дошёл до 6-го раунда), «Wife Swap» («Меняю жену», в течение пары недель жил с Джейд Гуди), «Hell's Kitchen» («Адская кухня») и «Big Brother's Big Mouth» («Большой Брат»).

## Биография
Ингрэм родился в Шердлоу (Дербишир). Окончил школу Осуэстри, Кингстонский политехнический колледж (бакалавр гражданского строительства), Армейский колледж менеджмента и технологии при Крэнфилдском университете (магистр корпоративного управления). Член Чартерного института персонала и управления и Чартерного института управления, Ассоциации по управлению проектами и Общества авторов. В январе 2003 года вступил в организацию «Менса». В 1986 году Ингрэм был призван в Британскую армию, отучившись в королевской военной академии в Сандхерсте; служил в Корпусе королевских инженеров. Произведён в капитаны в 1990 году и в майоры в 1995 году. Служил в 1999 году в Боснии и Герцеговине на протяжении полугода в составе миротворческого контингента НАТО. Уволен в августе 2003 года после мошенничества и лишён звания майора.

## Скандал на шоу
Шоу «Who Wants to Be a Millionaire?» проводилось компанией Celador, съёмки шли в Elstree Studios в городе Борхэмвуд (графство Хартфордшир). 9 и 10 сентября 2001 года был записан выпуск программы на телеканале ITV с её бессменным ведущим Крисом Таррентом. Чарльз Ингрэм должен был, как и все другие участники, ответить верно на 15 вопросов. Последний вопрос был таким:

Как называется число со 100 нулями?
- A: Гугол
- B: Мегатрон
- C: Гигабит
- D: Наномоль

Оригинальный текст (англ.)A number one followed by one hundred zeros is known by what name?
A: Googol
B: Megatron
C: Gigabit
D: Nanomole

Ингрэм выбрал ответ A и выиграл миллион фунтов стерлингов. Однако выплату остановили после того, как Чарльзу предъявили обвинения в том, что его жена Дайана и сообщник Теквен Уитток специально кашляли на каждом вопросе, когда Ингрэм выбирал ответ; более того, Ингрэм ещё до выхода программы в эфир проговорился об обвинении. В течение 4 недель в Коронном суде Саутворка шло разбирательство, присяжные обдумывали вердикт более 3 суток. В итоге Чарльз и Дайана 7 апреля 2003 года были признаны виновными в мошенничестве, а именно в получении суммы денег или ценных бумаг путём обмана. Дайана Ингрэм ранее участвовала в шоу, как и её брат Эдриан Поллок: оба выиграли 32 тысячи фунтов стерлингов, допустив ошибки на вопросах стоимостью 64 тысячи (Эдриан даже пытался воспользоваться подсказкой «50 на 50»).
7 апреля 2003 года Чарльз и Дайана Ингрэм, а также Теквен Уитток получили по два года тюрьмы условно. После обжалования Чарльзу и Дайане сократили срок до полутора лет, Уиттоку до года. Всех их оштрафовали суммарно на 15 тысяч фунтов стерлингов, но за затягивание следствия Ингрэмы получили 115 тысяч фунтов стерлингов штрафа. 19 августа 2003 года Армейский совет лишил Ингрэма звания майора, сохранив его пенсию. Апелляционный суд отклонил 19 мая 2004 года апелляцию Ингрэма, снизив только штраф. 5 октября 2004 года Палата лордов отклонила ещё одну апелляцию, и Ингрэм подал жалобу в Европейский суд по правам человека. 20 октября 2004 года суд постановил сократить штраф Чарльзу Ингрэму до 25 тысяч фунтов стерлингов, Дайане Ингрэм до 5 тысяч фунтов стерлингов. 21 мая 2005 года Ингрэм подал заявление в Комиссию по пересмотру уголовных дел, и осенью 2006 года Комиссия вынесла решение, что оснований для отмены обвинительного приговора нет.
В защиту Ингрэма, его жены и Уиттока высказывался Джеймс Пласкетт, который дал интервью Бобу Вуффиндену, заинтересованному в выявлении ошибок судебного следствия. 9 октября 2004 года в Daily Mail вышла статья «Виновен ли кашляющий майор?» (англ. Is The Coughing Major Innocent?) авторства Вуффиндена. Дело обсуждали в блоге «Comment Is Free» газеты The Guardian 17 июля 2006 года, автором обсуждения был скептик Джон Ронсон. В январе 2015 года Пласкетт и Вуффинден опубликовали книгу «Плохое шоу: викторина, кашель и майор-миллионер» (англ. Bad Show: The Quiz, The Cough, The Millionaire Major), предисловие к которой было опубликовано в Daily Mail 17 января того же года «Был ли кашляющий майор НЕВИНОВЕН?» (англ. Was the coughing Major INNOCENT?). В книге открывались новые доказательства, ставившие под сомнение предыдущее расследование.

### Видеозапись
Доказательством в суде служила видеозапись всего эфира. Ингрэм заявлял, что запись была специально смонтирована, и что им незаконно манипулировали: с его слов, редакторы Celador специально подготовили видеозапись, на которой отчётливо выделялись звуки кашля, помимо голосов Ингрэма и Таррента, чтобы специально оклеветать Ингрэма и убедить присяжных и телезрителей в его виновности. Ингрэм отрицал, что был какой-то кашель. Согласно обвинению, из 192 звуков кашля, 32 были записаны среди участников отборочного тура, 19 из этих звуков на видеоленте были «значительными»: их издавал Уитток в момент дачи правильного ответа. Считалось, что кашель соответствовал порядковому номеру ответа: один кашель ответу A, два — ответу B, три — ответу C, четыре — ответу D. Таррент также отрицал слухи о кашле, заявив, что был слишком занят, чтобы обращать на это внимание.

### Свидетельство Ларри Уайтхёрста
Четырежды участвовавший в отборе Ларри Уайтхёрст был убеждён, что знал все ответы на вопросы Ингрэма. Он рассказал суду, что заметил звуки кашля и понял, что кашель помогал Ингрэму. На 14-м вопросе Уайтхёрст посмотрел на Теквена Уиттока, который кашлял слишком много и высмаркивался, поскольку Ингрэм собирался дать неверный ответ. Ответ на вопрос ценой 1 миллион фунтов стерлингов Уайтхёрст тоже знал, поэтому следил за действиями Уиттока. Как только тот кашлянул, Уайтхёрст запомнил чётко этот момент.

### Свидетельство Теквена Уиттока
Уитток отрицал тот факт, что специально кашлял, чтобы помогать Чарльзу Ингрэму: он объяснял это тем, что у него хроническая аллергия на пыль, выражаемая в виде постоянного кашля, а также сенная лихорадка; вследствие этого Уиттока, по его словам, было немыслимо обвинять в том, что его болезнь как-то помогла Ингрэму. Однако присяжные получили доказательства того, что когда Уитток поворачивался направо, его кашель прекращался. Уитток объяснил, что выпил несколько стаканов воды, прежде чем повернуться к камере. Факты о знании ответов как минимум на три вопроса он отрицал, однако полиция подтвердила, что он знал ответ на вопрос 12 «Кто написал картину "Послы"?» (Ганс Гольбейн Младший): в его доме была найдена рукописная книга.
Следивший за порядком на студии Дэвис заметил, как кто-то начал кашлять на записи, и решил отыскать виновника. С его слов, кашлял именно Теквен, который болтал с кем-то слева от Дэвиса, а затем повернулся к креслу игрока и начал опять кашлять. Уитток же заявил, что порядочные люди не кашляют друг другу в лицо. Уитток также добавил, что является хроническим неудачником в телевикторинах, поскольку выбыл в первом раунде шоу «15 to 1» и выиграл всего один приз — атлас — в шоу «Sale of the Century», но на BBC Radio 4 он побеждал в уэльском этапе шоу «Brain of Britain», в 1994 году в полуфинале проиграл финалисту. В 1997 году он занял 3-е место в том же шоу (победу одержала Дафна Фоулер).

### После шоу
Крис Таррент, отмечавший победу с Ингрэмами в раздевалке и пивший шампанское, заявил, что Ингрем был в порядке, подписывая чек на 1 миллион фунтов стерлингов. Он заявил, что если было бы что-то не в порядке, то не подписал бы чек вообще. Таррент подтвердил, что Ингрэмы вели себя естественно как любой победитель лотереи или того же телешоу, но на пути в раздевалку якобы услышал какой-то неприятный обмен фразами. Член съёмочной группы Ив Уинстентли заявила, что Ингрэм выглядел отнюдь не так счастливо, как победитель телешоу. Celador сохранили все видеозаписи, пересмотрев их до и после обращения в полицию, а затем вместе с компанией Editworks собрали их для показа в суде. В суде Пол Смит из Celador Productions подтвердил, что его компания готовила телепередачу с участием свидетелей по делу для показа по ITV. Её показали спустя месяц в передаче «Tonight With Trevor McDonald – Major Fraud», которую посмотрели 17 миллионов человек. Через 13 дней программа вышла в США, а на следующий день была показана ещё одна программа ITV «The Final Answer» по тому же делу (5 миллионов зрителей).

### Вердикт
В итоге присяжные признали убедительными видеозаписи и показания Уайтхёрста, прежде чем добавить, что бывают совпадения. Во время обсуждения один из присяжных был отстранён. Глава присяжных сообщил судье, что большинством голосов Ингрэм и Теквин признаны виновными, а Дайана — нет, однако судья отказался принимать такой вердикт, настаивая на преступном сговоре. В итоге всех троих признали виновными, Чарльз Ингрэм получил 20 месяцев тюрьмы условно, а Дайана и Теквен по 18 месяцев тюрьмы условно. Выносивший приговор Джеффри Ривлин заявил, что Ингрэм мог получить реальный тюремный срок, если бы не смягчающее обстоятельство в виде троих несовершеннолетних детей.

## Мошенничество в страховании
В 2003 году Ингрэмов опять привлекли к уголовной ответственности: 28 октября Борнмаутский коронный суд признал Чарльза Ингрэма виновным в страховом мошенничестве. Согласно приговору, Ингрэм требовал компенсации за кражу своего застрахованного имущества из собственного дома. Ингрэм промолчал о том, какие требования страховой компании «Direct Line Insurance» (он был её клиентом) выполнил в течение трёх лет, прежде чем получил полис в июле 2001 года. Суд выяснил, что Ингрэм был клиентом «Norwich Union» и часто «по стечению обстоятельств» терял собственные вещи. Он предъявил семь претензий с 1991 по 1997 годы, в том числе претензии на украденную сумку (1600 фунтов), кольцо (430 фунтов) и сломанный орнамент (42 фунта).
Прокурор Кристофер Паркер заявил, что Ингрэм сотрудничал с компанией «Zurich Insurance Group» с 1997 года после сокращения требований «Norwich Union» до 9 тысяч фунтов стерлингов (страховку можно было получить только при краже со взломом имущества на сумму в 9 тысяч фунтов стерлингов), а в 2000 году стал клиентом «Direct Line». Сокрыв данные о своей истории страхования, Ингрэм потребовал незаконно 30 тысяч фунтов стерлингов. Мошенничество раскрылось только после скандала на шоу.

## Личная жизнь
Ингрэм проживает в Истертоне со своей женой Дайаной и тремя дочерьми: Порша, Рози и Хестер. После увольнения из армии он написал два рассказа: «Сеть» (англ. The Network, 27 апреля 2006 года) и «Глубокая осада» (англ. Deep Siege, 8 октября 2007). Ингрэм работает компьютерным мастером, его жена занимается ювелирным делом. В ноябре 2004 и ноябре 2005 года супруги Ингрэм были объявлены банкротами.
В 2010 году потерял три пальца на левой ноге в результате несчастного случая с газонокосилкой.

## В культуре
Индийский писатель Викас Сваруп взял историю Ингрэма за основу для своего романа «Вопрос — Ответ» 2005 года, на основе которого был снят фильм «Миллионер из трущоб».
В 2020 вышел трёхсерийный мини-сериал «Викторина», рассказывающий о скандале с участием Ингрэма на шоу «Кто хочет стать миллионером?».